# Pagliaruzzi
Pagliaruzzi tudi Pagliarucci so bila posestniška, podjetniška, uradniška ter plemiška družina, ki izvira iz Benetk in se je naselila na območju slovenskih dežel sredi 17. stoletja.

## Zgodovina
Začetnik družine je bil Peter Pagliaruzzi, ki se je iz Benetk priselil na obalno gospostvo Devin pri Trstu (gospostvo Devin je sodilo pod Kranjsko), od koder se je družina širila na Goriško ter v 18. stoletju še drugod po Kranjskem, ter se danes potomci pretežno nahajajo v Avstriji in Sloveniji.
Spočetka 18. stoletja je družina vodila davčna urada v Solkanu ter Kobaridu. Poleg tega se je pričela ukvarjati z gozdarstvom in sredi 18. stoletja svoje delovanje usmerjala še v industrijo ter gospodarjenje z zemljiškimi gospostvi. Med drugim je družina imela v lasti zemljiška gospostva Kieselstein, Golnik (občina Kranj), Glince, Bokalce in Cekinov grad (Ljubljana), od industrijskih obratov pa Jezersko glažuto v javorniških gozdovih pri Cerknici ter tovarno žime v Stražišču pri Kranju.
Pagliaruzzijevi so bili ob začetku 19. stoletja že dobro povezani s kranjskim plemstvom, posebej tesni so bili stiki z družinami Zois, Pollini, Codelli, sorodstvene veze pa so segale tudi med koroško plemstvo, zato ne čudi da sta dve veji družine Pagliaruzzi v začetku 19. stoletja pridobili plemiški naziv in bila ta na Kranjskem sprejeta med kranjske deželane.
Plemiški naziv goriške veje se je glasil "plemeniti Edelheim" kranjske veje pa "vitezi s Kieselsteina", medtem, ko druge družinske veje niso prejele avstrijskega plemstva. Viteška veja Pagliaruzzijev se je pričela z zdravnikom Natalisom Pagliaruzzijem, ki je družini pridobil moč z uspešnim podjetniškim in političnim delovanjem, ime njegovega sina Sigismunda Pagliaruccija se javi med prvimi prostozidarji. Še pred francosko zasedbo so bili v družini izraziti simpatizerji Napoleona oziroma njegovih idej, kar jim je po ponovni vzpostavitvi avstrijske oblasti prineslo očitke frankofilstva.
Po Sigismundovi smrti je pričela moč družine hitro kopneti ter je do pričetka 20. stoletja izgubila večino premoženja in vpliva.

### Prostozidarstvo
Sigismund Pagliaruzzi je bil pomemben član ljubljanske prostozidarske lože "Francosko-ilirska framazonska loža prijateljev kralja rimskega in Napoleona." Njegova vpletenost v prostozidarstvo odraža širše politične in družbene povezave, ki so se razvijale v obdobju Ilirskih provinc (1809-1813), ko je bil francoski vpliv v regiji zelo močan. Prostozidarstvo je promoviralo razsvetljenske ideje enakosti, bratstva in svobode, kar je bilo v skladu s političnimi cilji Sigismunda. Po obnovi avstrijske oblasti je Sigismund ohranil dokumente in insignije lože, ki jih danes hrani Narodni muzej.

### Povezave z družino Bonaparte
Povezanost z člani družine Bonaparte je najbolje izkazana z gostovanjem Eugènea de Beauharnaisa (1781 – 1824), Napoleonovega pastorka, pri Sigismundu Pagliaruzziju leta 1813 v Ljubljani. Eugène (tudi princ Evgen), je bil podkralj Italije in pomemben vojaški poveljnik ter aktiven prostozidar, ki je pomagal ustanoviti Veliki Orient Italije. O povezavah med družinama kažejo tudi navedbe zgodovinarja Frédérica Massona, ki opisuje globoko vez med Louisom Bonapartejem, nizozemskim kraljem in Jeannette Pagliaruzzi, Sigismundovo sestro v času Louisovega bivanja v Gradcu za časa izgnanstva. Louis Bonaparte (1778 - 1846) je bil mlajši Napoleonov brat.  

### Vpliv na Franceta Prešerna
France Prešeren je v začetku leta 1819 kot domači učitelj pri družini Sigismunda Pagliaruzzija v Cekinovem gradu preživljal pomembno obdobje svojega življenja. Tu se je soočal z nasprotji tedanje meščanske družbe. Medtem ko je moral spoštovati stroga verska pravila, ga je Pagliaruzzijeva žena nagovarjala, naj ne gre v bogoslovje, temveč naj nadaljuje študij na visoki šoli, ter je ta izkušnja vplivala na odločitev glede študija ter na Prešernov kritičen pogled na družbo in religijo, kar se odraža v njegovem kasnejšem literarnem delu.   

## Zanimivosti
- Natalis Pagliaruzzi je bil eden od prijateljev in prvih biografov Žige Zoisa, ki je 1819 sestavil delo Biografia di Sigismondo Zois Barone d'Edelstein (hrani SAZU).
- Ob razglasitvi Cekinovega gradu za kulturni spomenik državnega pomena, je v utemeljitvi navedeno, da je pri Pagliaruzzijevih (kot domači učitelj) bival tudi France Prešeren (Uradni list RS, št. 20/2002).

## Zemljiška gospostva in posesti
Skozi zgodovino je imela družina v posesti naslednje graščine in gospostva:
Posestva kranjske veje:
Kranjska
- Kieselstein (grad in gospostvo, Kranj),
- Cekinov grad (grad in gospostvo, Ljubljana),
- Golnik (grad in gospostvo, občina Kranj),
- Bokalce (gospostvo, Ljubljana),
- Glince (od 1885 pripisane k Cekinovemu gradu).

Koroška
- Frankenstein (grad, občina Velikovec).[1]

## Vidnejši pripadniki
- Josip Pagliaruzzi - Krilan, pesnik
- Izidor Pagliaruzzi, župan, poslanec
- Mihael Angelo Pagliaruzzi
- Natalis Pagliaruzzi
- Sigismund Pagliaruzzi
- Peter Pagliaruzzi